# Elisabeth Axmann
Elizabeth Axmann (Sereth, Bucovina, avui Romania; 19 de juny de 1926) és una escriptora romanesa.
Va passar la seva infantesa a Bukovina, Moldàvia i Transilvania. Va exercir diverses activitats fins a començar a cursar estudis superiors a Sibiu el 1947. El 1954 es trasllada a Bucarest. Ha treballat com a lectora, crítica i traductora. Viu actualment a Alemanya.

## Obra
- Spiegelufer. Gedichte 1968-2004. ISBN 3-89086-678-6
- Wege, Städte. Erinnerungen. ISBN 3-89086-627-1
- Fünf Dichter aus der Bukowina (Alfred Margul-Sperber, Rose Ausländer, Moses Rosenkranz, Alfred Kittner, Paul Celan). Aachen: Rimbaud Verlag, 2007. ISBN 978-3-89086-561-4.
- Die Kunststrickerin. Erinnerungssplitter. Aachen: Rimbaud Verlag, 2010. ISBN 978-3-89086-493-8